# NGC 7562
NGC 7562 este o galaxie situată în constelația Peștii. A fost descoperită în 25 octombrie 1785 de către William Herschel. Se află la o distanță de 59,16 de megaparseci de Pământ.